# Arboreto mediterráneo Dehesa del Batán
El Arboreto Mediterráneo Dehesa del Batán es un arboreto con 12 hectáreas de extensión que encuentra en el término municipal de Alcalá de Henares en la Comunidad de Madrid, España.

## Localización
Se encuentra en el término municipal de Alcalá de Henares. Arboreto Mediterráneo Dehesa del Batán en el Parque del Vivero, situado al final de la Avenida de los Reyes Católicos - Alcalá de Henares, Madrid

## Historia
El arboreto fue inaugurado en el año 2007 siendo el mayor Arboreto de la Comunidad de Madrid, que acoge gran variedad de especies mediterráneas, y que es fruto del Convenio de Colaboración suscrito entre la Consejería de Medio Ambiente y Ordenación del Territorio de la Comunidad de Madrid y el Ayuntamiento de la ciudad de Alcalá de Henares.

## Colecciones
El Arboreto Mediterráneo Dehesa del Batán dispone de una representación de árboles y arbustos del bosque Mediterráneo, cuenta con 1.800 árboles de 150 especies diferentes, quedando representadas todas las especies arbóreas autóctonas del clima mediterráneo, tales como encinas, abedules, hayas, robles, tejos, tuyas, madroños, fresnos, cedros y olmos.